# Верезубова, Татьяна Александровна
Татьяна Александровна Верезубова (укр. Верезубова Тетяна Олександрівна; род. 8 июня 1972, СССР) — советская и украинская футболистка. Выступала за сборные СССР, СНГ и Украины.

## Биография
Начинала свою карьеру в киевских клубах, игравших в чемпионатах СССР и Украины — «Олимп», «Динамо», «Алина».
В 1995 году перешла в российский клуб «Энергия» (Воронеж), с которым в первом сезоне стала чемпионкой России, а в споре бомбардиров заняла третье место с 20 голами. Всего в составе «Энергии» забила 29 голов. Позднее играла в России за «Рязань-ТНК», «Ладу» (Тольятти) и подмосковную «Россиянку». Неоднократно становилась чемпионкой и призёром чемпионата России, включалась в списки 33-х лучших футболисток.
После окончания игровой карьеры работала помощником тренера в молодёжных и взрослой сборных Украины среди женщин.

## Достижения
- Чемпионка Украины: 1992
- Четырёхкратная чемпион России:
  - в составе Энергии (Воронеж): 1995
  - в составе Рязань-ТНК (Рязань): 2000
  - в составе Россиянка: 2005, 2006
- Трёхкратная Вице-чемпион России:
  - в составе Лада: 2002, 2003
  - в составе Россиянка: 2004
- Обладатель Кубка Украины: 1992
- Пятикратная Обладатель Кубка России:
  - в составе Энергии (Воронеж): 1995
  - в составе Лада: 2002, 2003
  - в составе Россиянка: 2005, 2006